# The Shadowgraph Message (film 1913)
The Shadowgraph Message è un cortometraggio muto del 1913 diretto da Jess Robbins.

## Trama
Yuma, un messicano sordomuto, insegna a Dan Morgan, un cowboy che marchia il bestiame, il linguaggio dei segni.  Quella notte, Dan vince al gioco parecchie centinaia di dollari che va a riporre nella sua baracca. Ma Hugh Haines, che lo ha seguito, si introduce nel locale per rubargli il denaro. Dan viene messo sull'avviso da Yuma, che ha visto tutto e che, dalla finestra, gli segnala che un uomo si nasconde nella stanza. Catturato il ladro, Dan lo consegna allo sceriffo, premiando Yuma con la sua gratitudine.

## Produzione
Il film fu prodotto dalla Essanay Film Manufacturing Company. Venne girato a Niles. Gilbert M. 'Broncho Billy' Anderson, fondatore della casa di produzione Essanay (che aveva la sua sede a Chicago), aveva individuato nella cittadina californiana di Niles il luogo ideale per trasferirvi una sede distaccata della casa madre. Niles diventò, così, il set dei numerosi western prodotti dalla Essanay.

## Distribuzione
Distribuito dalla General Film Company, il film - un cortometraggio in una bobina - uscì nelle sale cinematografiche USA il 10 giugno 1913.